# Халлик, Клара Семёновна
Клара Семёновна Халлик (в девичестве Пантелеева; эст. Klara Hallik; 24 апреля 1933, Вруда, Ленинградская область) — советский и эстонский социолог, политолог, государственная деятельница. Народный депутат СССР (1989—1991).

## Биография
Родилась в семье русского рабочего и эстонки. Отец погиб на войне.
В 1948 году окончила 7-летнюю школу в Каарепере, в 1954 году — Тартуский учительский институт в 1961 году — Таллинский педагогический институт. В 1965 году окончила аспирантуру Академии общественных наук при ЦК КПСС и защитила диссертацию кандидата исторических наук «'Культурные связи Эстонии с братскими республиками в 15 послевоенных лет».
В 1952—1955 годах работала заведующей отделом и секретарем Тартуского горкома ЛКСМ ЭССР; в 1955—1962 годах — секретарь ЦК ЛКСМ Эстонской ССР.
В дальнейшем — преподаватель в Таллинском педагогическом институте. Заслуженный педагог Эстонской ССР (1983).
В качестве представительницы научной общественности была одной из активисток перестроечных преобразований и «Поющей революции» в Эстонии. Член Народного фронта Эстонии. В 1989 году избрана народным депутатом СССР, входила в Совет Национальностей, была членом комиссии по национальной политике и международным отношениям.
В апреле-октябре 1992 года входила в правительство Тийта Вяхи как министр по межнациональным отношениям.
В дальнейшем вернулась к научной и преподавательской деятельности, неоднократно выступала в СМИ по актуальным проблемам национальной политики, интеграции, двуязычия. В 2001 году участвовала в публичном обращении эстонских социологов «Две Эстонии», в котором выражалась обеспокоенность социальным развитием страны.

## Произведения
- Научный коммунизм (учебник). 1978
- Халлик К. С. К вопросу о национальном в советском образе жизни. // Интернациональное и национальное в образе жизни советского народа. Фрунзе, 1980
- К. Халлик. Национальные отношения в СССР и проблемы перестройки. Дом политпросвещения и университет марксизма-ленинизма ЦК КП Эстонии. 1988. — 48 с.
- On interethnic relations in Estonia. 1993
- Халлик, Клара и др. Этническая сегментация на рынке труда: что дает неэстонцам знание эстонского языка и наличие гражданства в Эстонии. // Неэстонцы на рынке труда в новой Эстонии. М., Канон-пресс, 2001
- Integration of Estonian society : monitoring 2002 (эст., анг.)
- Халлик К. и др. Эстония: межэтнические отношения и проблема дискриминации в Таллин[н]е. 2006 (рус., эст., анг.)
- Klara Hallik. Koos pole lihtne aga eraldi ei saa. 2010
- Халлик К. и др. Этническая политика в странах Балтии. П/р. В. В. Полещук, В. В. Степанов. М., Наука, 2013
- Халлик, Клара. Между диаспорой и меньшинством / «Этнографическое обозрение», 2015, № 1. С.153-156